# De slimste mens
De slimste mens, tot 2009 uitgezonden als De Slimste, is een Nederlands televisieprogramma. Het is een quizprogramma waarin meer of minder bekende Nederlanders vooral wordt gevraagd naar associaties met een onderwerp.

## Concept
Elke aflevering wordt gespeeld met drie kandidaten, zowel bekende als wat minder bekende Nederlanders. Speciaal aan de quiz is dat de kandidaten zeer associatief moeten denken. De rondes bestaan uit verschillende soorten vragen, waarbij bijvoorbeeld vier of vijf antwoorden gegeven moeten worden op een vraag, verbanden moeten worden gezocht, trefwoorden moeten worden gegeven bij een filmpje over gebeurtenissen uit de recente geschiedenis of puzzels gemaakt.
Door vragen goed te beantwoorden kunnen seconden gewonnen worden, maar deze seconden gaan er weer af door na te denken. Als een kandidaat 'stop' of 'pas' zegt en nog niet alle antwoorden zijn gegeven, dan mogen de andere kandidaten proberen de andere antwoorden te geven, waarbij degene met het laagste aantal seconden altijd als eerste aan de beurt is.
Na vijf ronden wordt bekeken wie de meeste seconden over heeft. Deze persoon is dan 'De slimste mens van de dag' en gaat sowieso door naar de volgende aflevering. De overige twee kandidaten spelen tegen elkaar in de dagfinale. Degene die (door het geven van goede antwoorden) de tijd van de ander op nul weet te zetten, wint en gaat ook door naar de volgende aflevering. De derde persoon valt af en wordt vervangen door een nieuwe deelnemer.
In de laatste week van uitzending komen de deelnemers met de meeste deelnames terug. De volgorde hangt af van het aantal deelnames en overwinningen. Zo komt de persoon met de meeste deelnames en daarbij de meeste overwinningen pas in de allerlaatste aflevering terug, zodat de kans op de eindoverwinning groter is. In geval van gelijke afleveringen en dagoverwinningen telt men alle seconden aan het einde van de afleveringen bij elkaar op. In de allerlaatste aflevering valt de deelnemer met het minste aantal seconden af en spelen de overige twee kandidaten de finale. Degene die dan de tijd van de ander op nul weet te zetten, wordt tot 'de slimste mens' gekroond.

### Stoelindeling
Elke kandidaat kan maximaal zeven afleveringen achter elkaar meedoen (de finaleweek niet meegeteld) en daarom is er meestal per aflevering één nieuwe kandidaat, maar soms ook twee. Bij de eerste uitzending is de stoelindeling willekeurig.
Een nieuwe kandidaat
- Linkerstoel: nieuwe kandidaat
- Middelste stoel: winnaar van de finale van de vorige aflevering
- Rechterstoel: kandidaat die de vorige aflevering dagwinnaar was.

Twee nieuwe kandidaten
- Linkerstoel: nieuwe kandidaat 1
- Middelste stoel: nieuwe kandidaat 2
- Rechterstoel: enige overgebleven kandidaat, ongeacht of deze de vorige aflevering aan het eind van ronde 5 de meeste seconden had.

## Spelronden

### 3 6 9 (seizoen 1 - heden)
Deze eerste ronde bevat vijftien vragen. De eerste vraag wordt gesteld aan de nieuwkomer (of de persoon in de nieuwkomersstoel). Heeft deze de vraag goed, mag hij/zij de volgende vraag ook beantwoorden. Bij een fout antwoord is de volgende deelnemer aan de beurt. Zo gaat het door tot de vijftien vragen gesteld zijn. De naam van de ronde slaat op de puntenverdeling: slechts bij het goed beantwoorden van de 3de, de 6de, de 9de, de 12de en de 15de vraag kunnen de deelnemers punten (10 seconden) verdienen. Een van de vragen is een luistervraag. Er wordt dan een geluidsfragment afgespeeld, waarover een vraag wordt gesteld. Men krijgt aan de start 60 seconden.
In deze ronde kan men nog geen seconden verliezen. Wel is er een maximum bedenktijd.

### Open Deur (seizoen 1 - heden)
In de tweede ronde worden de vragen gesteld door drie bekende Nederlanders. Vooraf zijn bij hen filmpjes opgenomen waarin zij de vraag stellen. De kandidaat met de minste seconden mag als eerste kiezen van wie hij/zij de vraag wil horen. De vraag eindigt altijd met "Wat weet u eigenlijk van...?". De kandidaat noemt vervolgens op wat hij/zij van het onderwerp weet en hoopt daarmee ook de vier antwoorden te geven die de programmamakers bedacht hebben. Met ieder overeenkomend antwoord verdient de kandidaat 20 seconden. Als een kandidaat niet alle antwoorden heeft genoemd, mag de volgende kandidaat het ook nog proberen aan te vullen. Vanaf ronde 2 gaat ook de tijd lopen. 

### Puzzel (seizoen 1 - heden)
In de puzzelronde wordt een raster getoond met drie bij vier hokjes met dus een totaal van twaalf hokjes. In elk hokje staat een woord of omschrijving. Er horen telkens vier omschrijvingen bij elkaar en samen vormen zij één omschrijving voor een woord dat gezocht wordt.
Voorbeeld: in een aflevering stonden de volgende termen in de hokjes: Wijn; Schikking; Sponsje; Papier; Schindler's; Liesbeth; Bedrog; Graan; Machine; 1x6=6, 2x6=12 enz.; Verzin een; Tennis.
Groep 1 van bij elkaar horende omschrijvingen: Schindler's; Bedrog; Liesbeth; Verzin een; 
Het antwoord dat dan gegeven moest worden, was List.
Groep 2 van bij elkaar horende omschrijvingen: Wijn; Schikking; 1x6=6, 2x6=12, enz.; Tennis. 
Het antwoord dat dan gegeven moest worden, was Tafel.
Groep 3 van bij elkaar horende omschrijvingen: Sponsje; Papier; Graan; Machine.
Het antwoord dat dan gegeven moest worden, was Schuur.
Ook in deze ronde begint de kandidaat met de minste seconden en ook in deze ronde mag de volgende kandidaat het nog proberen aan te vullen als het de kandidaat zelf niet lukt alle antwoorden te geven. Met ieder goed antwoord zijn 30 seconden te winnen.

### Galerij (seizoen 7 - heden)
In deze ronde zijn er voor iedere kandidaat acht afbeeldingen met een overkoepelend thema. Het thema valt alleen te achterhalen aan de hand van de afbeeldingen. De kandidaat begint met het roepen van associaties die hij/zij heeft bij de afbeeldingen en dient zo te achterhalen welk antwoord gezocht wordt. In de laatste aflevering van het kalenderjaar vormen de galerijen een jaaroverzicht van het afgelopen jaar, met nieuwsfeiten, personen die zijn overleden en andere zaken die als belangrijk werden beschouwd. Dit jaaroverzicht is als volgt opgebouwd:
Galerij 1 - 8 sportgebeurtenissen van het afgelopen jaar (in 2023 vervangen door 8 prijswinnaars uit dat jaar)
Galerij 2 - 8 nieuwsfeiten van het afgelopen jaar
Galerij 3 - 8 personen die het afgelopen jaar zijn overleden
In de week voorafgaand aan de Olympische Zomerspelen 2024 werd een galerij getoond met acht sportpictogrammen, zoals die worden gebruikt tijdens de Olympische Spelen later die maand.
Ook in deze ronde begint de kandidaat met de minste seconden en ook in deze ronde mag de volgende kandidaat het nog proberen aan te vullen als het de kandidaat zelf niet lukt alle antwoorden te geven. De volgende kandidaat die het probeert met dezelfde galerij, hoeft zijn/haar antwoorden niet meer te koppelen aan de afbeeldingen. Hij/zij mag alles roepen wat hij denkt dat een goed antwoord zou kunnen zijn. Met ieder goed antwoord zijn 15 seconden te winnen.

### Ingelijst (seizoen 1 - 6)
Voordat de galerij zijn intrede deed was de vierde ronde een lijstjesronde waarin de kandidaten om beurten één antwoord moesten geven op een vraag. Bij een antwoord dat niet opgenomen was in de lijst viel de kandidaat af. Op het laatst mocht de overgebleven kandidaat de lijst afmaken. Zodra ook deze kandidaat een antwoord gaf dat niet op de lijst stond of alle antwoorden op de lijst waren gegeven, eindigde het spel en werden eventuele niet gegeven antwoorden doorgelopen.

### Het Collectieve Geheugen (seizoen 1, seizoen 15 - heden) / Collectief Geheugen (seizoen 2 - 14)
In de laatste ronde voor de finale krijgt iedere kandidaat een filmfragment te zien. Ook hierbij dient de kandidaat associaties te noemen die hij/zij bij het filmfragment heeft en zo te proberen de antwoorden te geven die ook de programmamakers bedacht hebben; de kandidaat noemt dus alles op wat hij/zij weet over het getoonde.
Ook in deze ronde begint de kandidaat met de minste seconden en ook in deze ronde mag de volgende kandidaat het nog proberen aan te vullen als het de kandidaat zelf niet lukt alle antwoorden te geven. In deze ronde is het gevolg voor de puntentelling daarvan echter groter dan in de andere rondes: met het eerste goede antwoord zijn 10 seconden te verdienen, maar met het tweede 20, met het derde 30, met het vierde 40 en met het vijfde 50. Om deze reden wordt in deze ronde na elk fragment de tussenstand bekendgemaakt.
De kandidaat met de meeste seconden aan het einde van deze ronde, is 'De slimste van de dag'. De andere twee kandidaten strijden tegen elkaar in de finale.
In de allerlaatste uitzending, waarin de eindwinnaar wordt bepaald, gaat het iets anders. De kandidaat met de minste seconden valt hier af (en is derde geworden), de overigen strijden in de finale om de eindoverwinning.
Drie keer was er na deze ronde een gelijke stand. Dat was in de zomers van 2014 en 2023. In 2014 stonden Erik Dijkstra en Timur Perlin bovenaan met 254 seconden en in 2023 stonden eerst Dwight van van de Vijver en Leon Mazairac bovenaan met 371 seconden en minder dan een week later Jeroom Snelders en Renée Kapitein met 260 seconden. In alle drie de gevallen werd een benaderingsvraag gesteld. Degene die het dichtst bij het juiste antwoord zat werd de 'Slimste van de dag'.

### Finale
In de (dag)finale krijgen de kandidaten een vraag die altijd start met "Wat weet je van...". Deze ronde lijkt vervolgens wat betreft de beantwoording op de ronden Open Deur en Collectief Geheugen. Er wordt bij elke vraag gezocht naar vijf goede antwoorden. De vraag wordt steeds gesteld aan de kandidaat met het minste aantal seconden. Voor elk goed antwoord dat een kandidaat geeft, gaan er bij de andere kandidaat 20 seconden af. Dit gaat door tot een van de kandidaten geen seconden meer over heeft; deze gaat dan niet mee naar de volgende aflevering. In de allerlaatste aflevering is degene die de ander op 0 seconden zet de "slimste mens".
Een veelgebruikte maar ook controversiële tactiek in deze ronde is het "tactisch" laten verstrijken van de tijd. Een kandidaat laat als hij/zij als tweede aan de beurt is en de ander nog maar weinig seconden heeft, zonder goede antwoorden te geven de seconden wegtikken en past zodra hij/zij minder seconden heeft dan de ander, zodat hij/zij bij de volgende vraag als eerste aan de beurt komt en de ander weg kan spelen door het vereiste aantal goede antwoorden te geven. Roelof de Vries werd in 2018  seizoenswinnaar met deze tactiek en Tim Hartog gebruikte in januari 2024 deze tactiek om de finale-aflevering te halen.

## Populariteit
De slimste mens was vanaf het begin een goed bekeken programma op de Nederlandse televisie. Al in 2016 lag het gemiddeld aantal kijkers boven de 1 miljoen, en vanaf 2022 keken regelmatig meer dan 2 miljoen mensen. Daarmee werd het een van de best bekeken Nederlandse televisieprogramma's.
Ook de Vlaamse versie van het programma is gedeeltelijk te zien geweest in Nederland, van 2003 tot 2011 via de ook in Nederland te ontvangen zender TV1 (huidige VRT 1). Vanaf 2024 is deze versie te zien via NPO Start.

## Geschiedenis
De slimste mens is een remake van de Vlaamse versie De Slimste Mens ter Wereld die is gemaakt door productiehuis Woestijnvis. Vanaf 2012 wordt deze quiz uitgezonden door de NCRV (vanaf 2015 KRO-NCRV).
Elke reeks duurde aanvankelijk twee maanden. In de eerste drie seizoenen werd de quiz vier keer per week uitgezonden. Vanaf het vierde seizoen waren er vijf uitzendingen per week en duurde elk seizoen slechts zes weken en vanaf seizoen 12 zeven weken. Vanaf seizoen 23 wordt de quiz weer vier keer per week uitgezonden. In 2012 was er slechts één seizoen in de zomer (juli/augustus) en vanaf 2013 zijn er twee seizoenen per jaar, één in de zomer (juli/augustus) en één in de winter, rond de jaarwisseling (december/januari), in totaal wordt het programma hiermee dus twaalf weken per jaar en vanaf 2018 veertien weken per jaar uitgezonden. Vanaf 2025 wordt het programma in het najaar uitgezonden, in dezelfde periode als De Slimste Mens ter Wereld in België.
Freriks kondigde in september 2023 aan na het winterseizoen 2024/2025 te stoppen als presentator van De slimste mens. Herman van der Zandt werd nog diezelfde maand als zijn opvolger aangetrokken. Ook Van Rossem gaf eind 2023 aan dat het winterseizoen 2024/2025 zijn laatste deelname aan de tv-quiz zou worden. De cabaretière en columniste Paulien Cornelisse werd in april 2025 aangesteld als opvolgster van jurylid Maarten van Rossem.

### 2006
De quiz De Slimste werd in het eerste seizoen gepresenteerd door Linda de Mol en had Cees Geel als "deskundoloog". Geel kraakte geen kandidaten af zoals Marc Reynebeau in Vlaanderen, maar vertelde vooral anekdotes. In het tweede seizoen was de Vlaming Jan Verheyen deskundoloog. Kandidaten bleven maximaal acht uitzendingen zitten. De eerste twee seizoenen werden uitgezonden op Talpa.
De eerste reeks, die in januari en februari 2006 werd uitgezonden, trok dagelijks 300.000 tot een half miljoen kijkers. De tweede reeks werd in september en oktober van datzelfde jaar uitgezonden, maar trok maar tot 300.000 kijkers per aflevering.
Het eerste seizoen werd Jeroen Kijk in de Vegte de slimste mens. In het tweede seizoen won Bart Chabot. Als Nederlands slimste mens nam hij ook deel aan de Vlaamse versie.

### 2009
In 2009 keerde De Slimste terug bij RTL 4. Ditmaal werd de quiz gepresenteerd door Martijn Krabbé en was Jan Verheyen opnieuw "deskundoloog". Het seizoen begon op 28 september en eindigde met de finale op 19 november. In dit seizoen bleef een kandidaat maximaal 6 uitzendingen zitten, als degene op die dag niet uitviel door het verliezen van de finale vielen er twee mensen af. Dit seizoen trok gemiddeld rond de 500.000 kijkers per aflevering, met een hoogtepunt van 668.000 kijkers op 1 oktober. De finale op 19 november trok 551.000 kijkers.
De slimste mens van dit derde seizoen werd Anniko van Santen.

### 2012

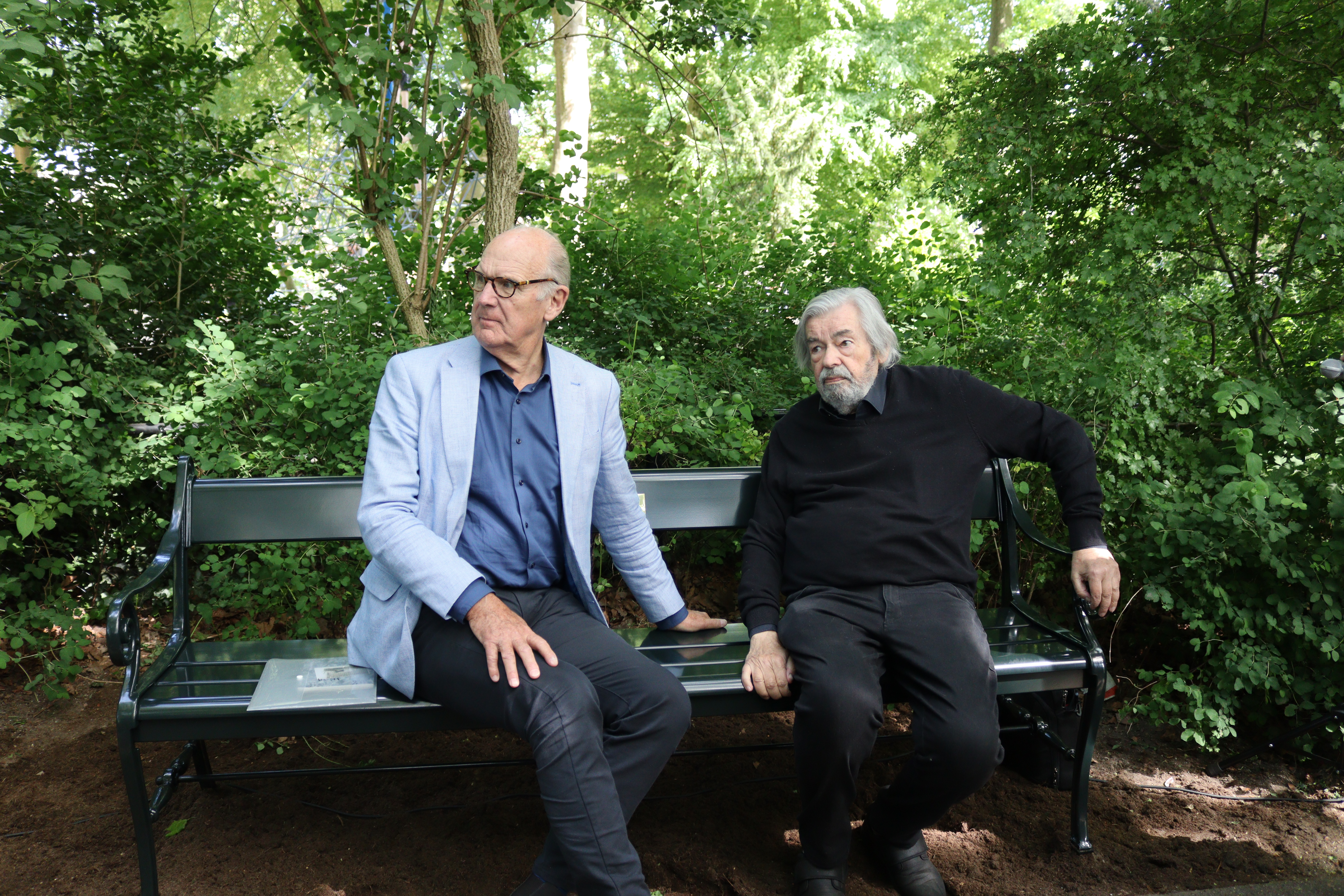
Philip Freriks en Maarten van Rossem op het bankje in het Wilhelminapark, een eerbetoon aan Van Rossem als jurylid van De Slimste Mens, 2025

In de zomer van 2012 werd de quiz uitgezonden door NCRV op NPO 2 onder de titel De slimste mens ter wereld. Deze keer werd de quiz gepresenteerd door Philip Freriks en was Maarten van Rossem jurylid. Aanvankelijk werd Humberto Tan benaderd voor de rol van presentator, maar hij bedankte. Het seizoen begon op 23 juli en eindigde met de finale op 31 augustus.
De quiz werd gewonnen door Arjen Lubach, die Jan Rot versloeg in de finale. Voor de laatste vraag stonden zij precies gelijk (elk op 42 seconden), maar hield Lubach (ondanks dat hij had moeten passen) toch de beurt.
De eerste aflevering trok ruim 777.000 kijkers. De finale werd bekeken door 1.106.000 mensen.

### 2013
Vanwege het grote succes in 2012 kwam er vanaf 2013 zowel een zomer- als winterseizoen van de quiz, voortaan onder de titel De slimste mens. De presentatie bleef in handen van Freriks en Van Rossem bleef jurylid. Het tweede seizoen (zomer 2013) werd gewonnen door Pieter Derks, die elfmaal op rij in het programma zat. Hij versloeg in de finale Charly Luske, die al eerder deelnemer was in 2009.
De finale werd bekeken door 1.036.000 kijkers, ook werd dit seizoen een app geïntroduceerd waarop online tegen andere spelers het spel gespeeld kon worden. Deze app werd datzelfde jaar ook in Vlaanderen geïntroduceerd voor De Slimste Mens ter Wereld, zodat het spel ook daar online tegen andere spelers kan worden gespeeld.

### 2013/2014
Tijdens het winterseizoen van 2013/2014 lag de presentatie eveneens in handen van Freriks. Ook dit seizoen werd hij bijgestaan door Van Rossem. Het zesde seizoen startte op 16 december 2013. Dit seizoen werd Owen Schumacher de slimste mens van Nederland in de uitzending op 24 januari 2014. De verliezend finalist, Jeroen Kijk in de Vegte, kon voor de tweede keer de slimste mens worden, maar moest zijn meerdere erkennen in Schumacher.

### 2014
Het zomerseizoen van 2014 begon op 14 juli 2014, in de dagen hieraan voorafgaand werden de kandidaten via Facebook bekendgemaakt. Nieuw vanaf dit seizoen was de ronde "Galerij" waarin acht foto's werden getoond met een of ander verband. De kandidaat moest raden wat er op de foto werd getoond. Deze ronde verving de ronde "Ingelijst". Art Rooijakkers werd dit seizoen de slimste mens. Dit seizoen duurde in tegenstelling tot de vorige drie seizoenen zeven weken.
De aflevering van 23 juli 2014 werd niet uitgezonden in verband met de dag van nationale rouw die was afgekondigd vanwege de MH17 vliegramp in Oekraïne. Deze aflevering werd een dag later, op 24 juli, voorafgaand aan de aflevering van die dag uitgezonden.

### 2014/2015
Het winterseizoen begon op 15 december 2014 en duurde zes weken. Tom Roes werd dit seizoen de slimste mens.

### 2015
Het zomerseizoen van 2015 begon op 20 juli 2015. Diederik Smit won dit seizoen van De slimste mens, Nynke de Jong werd tweede en Daan Nieber eindigde op de derde plaats.

### 2015/2016
Het winterseizoen begon op 14 december 2015. In zijn eerste aflevering wist hij ternauwernood het spel te overleven, maar uiteindelijk werd journalist Eric Smit de slimste mens. Sterrenkundige Govert Schilling overleefde de hele finaleweek, hij werd uiteindelijk tweede. Zanger/presentator Ernst Daniël Smid was de beste op de 'plaatsingslijst', maar werd derde in de laatste uitzending.

### 2016
Het zomerseizoen van 2016 begon op 25 juli 2016. Acteur George van Houts pakte verrassend de overwinning. Sportjournalist Wytse van der Goot werd in het finalespel tweede. De 'publiekslievelingen' van dit seizoen redden het allebei net niet: culinair journalist Joël Broekaert werd derde, voormalig Lingo-presentator François Boulangé strandde een dag voor de finale en eindigde als vierde. Nieuw in dit seizoen was de 'kijkersvraag': kijkers konden via de site vragen aan Maarten van Rossem insturen. Maarten gaf in de uitzending antwoord op een door de redactie uitgekozen vraag.

### 2016/2017
Het winterseizoen van 2016/2017 begon op 12 december 2016. VVD-politicus Klaas Dijkhoff, destijds staatssecretaris van Veiligheid en Justitie, won het seizoen nadat hij elf afleveringen op rij (inclusief finaleweek) in het spel had gezeten. Culinair journalist Hiske Versprille werd tweede. De vaak 'excentriek' geklede cabaretier Stefano Keizers eindigde als derde.

### 2017
Het zomerseizoen van 2017 begon op 24 juli 2017. Tijdens de eerste uitzending was er al meteen een record: Steven Brunswijk haalde met 17 seconden de laagste eindscore ooit. Een dag na de eerste uitzending lekte uit dat schrijver Thomas Olde Heuvelt het sowieso tot de finale zou schoppen. Weblog Slebs.nl analyseerde het Instagramgedrag van Olde Heuvelt en vergeleek dat met de posts van een medewerker van het programma. 
Schrijver Thomas Olde Heuvelt werd derde, radiopresentatrice Mischa Blok werd tweede en columniste Angela de Jong werd eerste; daarmee ging de winst voor het eerst sinds 2009 naar een vrouw.

### 2017/2018
Het winterseizoen van 2017/2018 begon op 11 december 2017. Het eerste deel van de serie werd uitgezonden als "De slimste mens: De slimsten vs de rest", een speciale jubileumeditie ter gelegenheid van het tiende seizoen van het programma. In deze editie speelden een aantal winnaars van de vorige seizoenen tegen acht kandidaten uit het kijkerspubliek. Tijdens deze jubileumweek waren er vier deelnemers per aflevering: twee oud-spelers en twee 'onbekenden'. Na de puzzelronde viel de kandidaat met de laagste score af. De twee spelers die na de ronde 'Het collectief geheugen' de hoogste score hadden (de ronde 'Galerij' werd overgeslagen), speelden de finale. Op vrijdag kwamen de vier winnaars van elke aflevering terug voor de finale-uitzending. Diederik Smit won de jubileumserie, opnieuw versloeg hij Nynke de Jong in een finale van het programma. Na deze eerste week volgde het reguliere seizoen. Het reguliere seizoen werd gewonnen door Quote-hoofdredacteur Sander Schimmelpenninck. Hij versloeg Telegraaf-hoofdredacteur Paul Jansen en acteur David Lucieer; de enige twee spelers die het maximale aantal van zeven afleveringen haalden. Schimmelpenninck zat uiteindelijk negen afleveringen achter elkaar in het spel, met de finaleweek meegerekend.

### 2018
Het zomerseizoen van 2018 begon op 16 juli. In aflevering twee gebeurde iets opmerkelijks: Pete Philly had tijdens de puzzelronde maar één speelseconde over. Hierdoor kreeg, volgens de reglementen, iedereen 30 extra seconden zodat het spel verder kon worden gespeeld. Dit seizoen duurde het voor het eerst sinds de zomereditie van 2014 weer zeven weken. Radio-presentator Roelof de Vries werd gekroond tot 'De slimste mens'. Hij was al de best geklasseerde speler; in de finale versloeg hij eerst activiste Anne Fleur Dekker, daarna schrijver Philip Huff (die met de finaleweek meegerekend negen afleveringen meespeelde). De finaleweek werd verder gekenmerkt door de Jeugdjournaal-presentator Lucas van de Meerendonk, journalist Edwin Winkels en de overwinningskreet bij de dagoverwinningen van actrice Jaike Belfor. Met de vraag van de dag kon dit keer een strandset gewonnen worden.

### 2018/2019
Het winterseizoen van 2018/2019 begon op 10 december 2018. Peter Hein van Mulligen, econoom en perswoordvoerder van het CBS, won het seizoen nadat hij tien afleveringen (inclusief finaleweek) in het spel had gezeten. Boswachter Arjan Postma werd tweede. De fanatieke Olympisch kampioen schaatsen Mark Tuitert eindigde als derde. Dit seizoen zaten er voor het eerst (sinds het programma bij de KRO-NCRV wordt uitgezonden) alleen maar mannen in de finaleweek. Bij de elf beste spelers van het seizoen zat zelfs maar één vrouw, Tina Nijkamp. Verder werd het seizoen gekenmerkt door de odes aan Maarten en Philip van kandidaat Korneel Evers, die vlak voor de finale werd uitgeschakeld.

### 2019
Het zomerseizoen van 2019 begon op 15 juli en telde, net als de zomerseries van 2014 en 2018, 35 afleveringen. De winnaar was Rob Hadders, presentator bij EenVandaag en voormalig marathonschaatser. Hij versloeg in de finale cabaretier Kees van Amstel, die als enige speler zeven afleveringen meedeed in het reguliere seizoen. Derde werd schrijfster Niña Weijers die de hele finaleweek overleefde en acht achtereenvolgende spellen meespeelde.

### 2019/2020
Het winterseizoen van 2019/2020 begon op 23 december 2019 en telde 30 afleveringen. Marieke van de Zilver, parlementair verslaggever bij RTL en de enige vrouw in de finaleweek, kwam als winnaar uit de bus. Ze werd hiermee de tweede winnares sinds het programma wordt uitgezonden bij de (KRO-)NCRV, na Angela de Jong. Van de Zilver versloeg in de finale advocaat Khalid Kasem en theatermaker Marc de Hond. Ook kinderboekenschrijver Gideon Samson kwam dit seizoen ver; hij overleefde bijna alle afleveringen van de laatste twee weken en werd uiteindelijk vierde.

### 2020
Het zomerseizoen van 2020 begon op 13 juli 2020 en telde 35 afleveringen. Vanwege de coronapandemie waren plexiglasschermen tussen de kandidaten geplaatst en was er geen publiek aanwezig. De winnares was Astrid Kersseboom, presentatrice van het NOS Journaal. Zij versloeg in de finale sportverslaggever Jeroen Grueter die ook voor de NOS werkt. Kersseboom en Grueter waren aan elkaar gewaagd met elk zeven gespeelde afleveringen. Kersseboom werd de derde winnares sinds het programma wordt uitgezonden bij de (KRO-)NCRV. Operazangeres Francis van Broekhuizen werd derde. Ook cabaretier Jörgen Raymann kwam ver en werd uiteindelijk vierde in de finaleweek, nadat hij niet de juiste trefwoorden wist bij een vraag over Stefano Keizers met nog 3 seconden op de klok. Opmerkelijk was dat de halve finale en de finale van dit seizoen door een recordaantal mensen werden bekeken. De halve finale werd door 1,98 miljoen mensen bekeken; de finale op 28 augustus 2020 trok 2,06 miljoen kijkers.

### 2020/2021

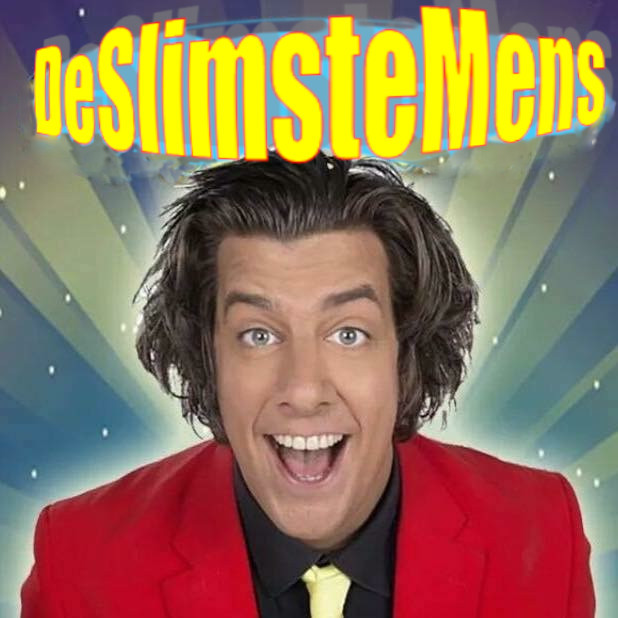
Rob Kemps, winnaar van De slimste mens 2020/2021

Het winterseizoen begon op 14 december 2020 en telde dertig afleveringen met de finale op 22 januari 2021. Vanwege de coronapandemie waren plexiglasschermen tussen de kandidaten geplaatst en was er geen publiek aanwezig. De winnaar was Rob Kemps, zanger en cabaretier, bekend als Snollebollekes. Hij versloeg de favoriet, cabaretier Andries Tunru, die van de zeven afleveringen die hij had meegespeeld van alle afleveringen de slimste was. In contrast had Rob Kemps vijf afleveringen meegespeeld en was daarvan drie keer de slimste, maar hij overleefde alle vijf afleveringen van de finaleweek. Presentatrice Emma Wortelboer werd derde. Cabaretier en presentator Tijl Beckand kreeg via de sociale media veel kritiek voor zijn optreden in het programma, waarbij hem betweterigheid en chagrijn werd verweten. Kemps verdedigde Beckand in de media door te stellen dat de ironie van Beckand niet goed overkwam via het televisiescherm en dat er geen sprake was van enige animositeit tijdens de opnames.

### 2021
Het zomerseizoen van 2021 begon op 12 juli 2021. Vanwege de coronapandemie waren plexiglasschermen tussen de kandidaten geplaatst en was er geen publiek aanwezig. Cabaretier Lisa Loeb won de finale op 27 augustus en presentator Bram Douwes werd tweede. Dit seizoen was er ook weer de kijkersvraag en de app-vraag.

### 2021/2022
Het winterseizoen begon op 13 december 2021 en telde dertig afleveringen met de finale op 21 januari 2022. Dit seizoen werd (voor een groot deel) weer opgenomen met publiek, op de laatste drie afleveringen na, vanwege een nieuwe lockdown. Bij uitzondering deed Jan Rot voor de tweede keer mee. In 2012 verloor hij in de finale van Arjen Lubach. Het was de laatste wens van Rot, die ongeneeslijk ziek was, om nog een keer mee te doen. Acteur Jacob Derwig won de finale, journalist en schrijver Frank Heinen werd tweede en journalist Martin Visser derde.

### 2022
Het zomerseizoen van 2022 ging van start op 11 juli 2022. Tevens was er ter ere van het tienjarige bestaan van De slimste mens een jubileumseizoen, genaamd De slimste mens: All stars te zien. Hierin gingen zestien van de beste kandidaten uit de afgelopen tien jaar tegen elkaar strijden, onder anderen Francis van Broekhuizen, Klaas Dijkhoff, Jeroen Kijk in de Vegte en Marieke van de Zilver. Deze editie was wekelijks te zien vanaf 22 juli 2022 op NPO Start. Jasper van Kuijk kon in de finaleweek van de reguliere editie niet in de studio aanwezig zijn vanwege een coronabesmetting in de familie. Hij speelde daarom de finaleweek via een videoverbinding vanuit een naastgelegen studio; hij was in de uitzending te zien op een beeldscherm dat op een stoel stond. Van Kuijk werd de winnaar van dit seizoen in de finale die op 26 augustus werd gespeeld. Anniko van Santen werd tweede en Erik van Muiswinkel derde. De slimste mens: All stars werd gewonnen door Marieke van de Zilver, die ook het winterseizoen 2019/2020 won.

### 2022/2023
Het winterseizoen begon op 26 december 2022 met de finale op 10 februari 2023. Het programma werd voor het eerst uitgezonden op NPO 1. Daarnaast waren er, met uitzondering van de finaleweek, geen vijf maar vier uitzendingen per week. Ook nieuw dit seizoen was De Slimste Podcast waar Bram Douwes elke week napraatte met oud-kandidaten over de afgelopen afleveringen. Hierin kwamen ook enkele deelnemers aan het huidige seizoen aan het woord. De podcast werd afgesloten met het Collectieve Geheugen, waarin Nynke de Jong meer informatie gaf over een van de onderwerpen die in het spel aan bod zijn gekomen. In dit seizoen was Erik Van Looy, die de Belgische versie van het programma presenteert, een van de deelnemers. Dichter en theatermaker Martin Rombouts werd dit seizoen de slimste mens door actrice Anniek Pheifer en bioloog Mátyás Bittenbinder te verslaan in de finale.

### 2023
Het zomerseizoen van 2023 werd uitgezonden van 31 juli t/m 8 september 2023. Het seizoen werd gewonnen door televisiejournalist Tom Kleijn, door theatermaker Jörgen Tjon A Fong en musicalactrice Nandi van Beurden te verslaan. Net als de zomer van 2022 werd er een seizoen De slimste mens: All stars uitgezonden, dat werd gewonnen door actrice Jaike Belfor. Die vijf afleveringen verschenen in de week van 11 september op NPO Start.

### 2023/2024
Het winterseizoen van 2023 op 2024 werd uitgezonden van 18 december 2023 tot 26 januari 2024. De winnaar was acteur Joes Brauers, die fotograaf Jan Dirk van der Burg en cabaretier Tim Hartog in de finaleaflevering versloeg.

### 2024
Het zomerseizoen van 2024 werd uitgezonden van 22 juli tot 30 augustus 2024. De winnaar was journalist en aankomend De slimste mens-presentator Herman van der Zandt, die presentator Max Terpstra (die elf afleveringen achter elkaar meespeelde) en actrice en zangeres Maartje van de Wetering in de finaleaflevering versloeg.

### 2024/2025
Het winterseizoen van 2024 op 2025 werd uitgezonden van 23 december 2024 tot 31 januari 2025. Dit was het laatste seizoen onder leiding van Philip Freriks en Maarten van Rossem. Dit seizoen was een jubileumseizoen, waarin werd gestreden om de titel 'De slimste der slimsten'. Hierin keerden winnaars en andere finalisten vanaf 2012 terug in het spel. De vragenstellers in de ronde Open Deur waren andere deelnemers uit de geschiedenis van het spel. De winnaar was auteur en sportjournalist Frank Heinen, die politicus Klaas Dijkhoff en cabaretier Lisa Loeb in de finaleaflevering versloeg.

## Hoogste scores
Hieronder een tabel met tot en met zomerseizoen 2024 de tien hoogste aantallen seconden behaald in één aflevering:
| Datum            | Deelnemer            | Score |
| ---------------- | -------------------- | ----- |
| 24 december 2021 | Frank Heinen         | 663   |
| 23 juli 2024     | Herman van der Zandt | 593   |
| 1 augustus 2018  | Roelof de Vries      | 574   |
| 27 augustus 2024 | Max Terpstra         | 547   |
| 19 december 2013 | Owen Schumacher      | 542   |
| 31 juli 2018     | Roelof de Vries      | 541   |
| 12 juli 2022     | Thomas van Groningen | 538   |
| 19 juli 2022     | Rob Goossens         | 519   |
| 5 januari 2017   | Stefano Keizers      | 517   |
| 23 augustus 2018 | Koen Hansen          | 513   |

## Deelnemers Talpa/RTL 4
| Seizoen          | Presentator (Omroep)   | Jury         | Winnaar                 | Verliezend finalist | Derde finalist      | Alle deelnemers* |
| ---------------- | ---------------------- | ------------ | ----------------------- | ------------------- | ------------------- | --- |
| Voorjaar 2006 ** | Linda de Mol (Talpa)   | Cees Geel    | Jeroen Kijk in de Vegte | Hans Beerekamp      | Peter van der Vorst | Hans Beerekamp (8/7)², Peter van der Vorst (8/6)², Jeroen Kijk in de Vegte (8/3)², Jan Joost van Gangelen (7/1)², Monique van de Ven (4/2), Anniko van Santen (3/2), Marian Mudder (3/1), Arie Boomsma (3/1), Rick van Velthuysen (3/1), Gert-Jan Dröge (3/0), Mirjam Sterk (3/0), Humberto Tan (3/0), Jacobine Geel (2/1), Jan Siemerink (2/1), Maurice de Hond (2/0), Jennifer Hoffman (2/0), Mat Herben (2/0), Isabelle Brinkman (2/0), Marjolein Keuning (2/0)¹, Jochem van Gelder (1/1)¹. Eenmalig: Henk Schiffmacher, Viola Holt, Inge Ipenburg, Rob Oudkerk, Henk Westbroek, Bert Bakker, Rob de Wijk, Cornald Maas, Ron Zwerver, Kees Jansma, Miryanna van Reeden, Daphne Deckers, Hein Vergeer |
| Najaar 2006 **   | Linda de Mol (Talpa)   | Jan Verheyen | Bart Chabot             | Marc van der Linden | Dieter Troubleyn    | Marc van der Linden (8/7)², Henkjan Smits (6/4)², Dieter Troubleyn (5/3)², Bart Chabot (5/0)², Jörgen Raymann (4/3), Manuëla Kemp (4/2), Lousewies van der Laan (3/1), Jeroen van Koningsbrugge (3/1), Frits Sissing (3/0), John de Wolf (2/1), Marleen Houter (2/0), Bas Haring (2/0), Hanco Kolk (2/0), Annette Barlo (2/0), Hanneke Groenteman (2/0), Elsemieke Havenga (2/0), Boris van der Ham (2/0)¹, Gordon (1/1)¹. Eenmalig: Christine van der Horst, Mary-Lou van Stenis, Bert Kuizenga, Gijs Staverman, Bart Veldkamp |
| Najaar 2009 **   | Martijn Krabbé (RTL 4) | Jan Verheyen | Anniko van Santen       | Jan Heemskerk       | Suzanne Bosman      | Anniko van Santen (6/5)², Suzanne Bosman (6/4)², Jean-Marc van Tol (6/3)², Jan Rot (6/3)², Jan Heemskerk (6/2)¹, Marc de Hond (6/1), Charly Luske (5/2), Bart Peeters (5/2), Patrick van Rhijn (5/1), Jeroen Nieuwenhuize (4/3), Judith Osborn (4/2)¹, Henk Schiffmacher (4/0), Gordon (2/1), Bas van Werven (2/1), Lange Frans (2/0). Eenmalig: Ron Brandsteder, Arie Koomen, Deniz Akkoyun, Jochem van Gelder, Inge Ipenburg, Gürkan Küçüksentürk, Rick Brandsteder, Ellen ten Damme, Richard Groenendijk, Mark van Eeuwen, Boris van der Ham, Edo Brunner, Yvonne Kroonenberg, Viola Holt, Jennifer de Jong, Hakim Traïdia, Daphne Deckers                                                           |

## Deelnemers NCRV/KRO-NCRV
Met ingang van zomer 2012: presentator Philip Freriks, jury Maarten van Rossem. Met ingang van najaar 2025: presentator Herman van der Zandt, jury Paulien Cornelisse.
| Seizoen                       | Winnaar                 | Verliezend finalist     | Derde finalist                 | Alle deelnemers* |
| ----------------------------- | ----------------------- | ----------------------- | ------------------------------ | --- |
| Zomer 2012                    | Arjen Lubach            | Jan Rot                 | Mark Huizinga                  | Mark Huizinga (8/5)², Jan Rot (8/5)², Anne-Marie Jung (8/3)², Pepijn Lanen (5/3), Arjen Lubach (5/3)¹, Sofie van den Enk (5/2)², Kluun (3/2)², Cécile Narinx (3/1), Leo Alkemade (3/0), Jean-Marc van Tol (2/1), Maarten Spanjer (2/0), Soundos El Ahmadi (2/0), Dolores Leeuwin (2/0), Robert Vuijsje (2/0), Boris van der Ham (2/0), Bart Chabot (2/0), Mario van der Ende (2/0), Marian Mudder (2/0)¹. Eenmalig: Thomas van Luyn, Jacobine Geel, Elsemieke Havenga, Tim Kamps, Frits Huffnagel, Dick Matena, Karina Wolkers, Jelle Brandt Corstius, Roué Verveer |
| Zomer 2013 **                 | Pieter Derks            | Charly Luske            | Hanna Bervoets                 | Hanna Bervoets (7/5)², Charly Luske (7/4)², Ronald Snijders (7/4)², Pieter Derks (6/4)¹, Liesbeth Staats (5/1)², Sharon Gesthuizen (5/1)², Sjoerd Pleijsier (4/2), Merel Westrik (4/1), Dominique van der Heyde (4/1), Pieter Jouke (2/1), Lucky Fonz III (2/1)¹, Janine Abbring (2/0), Marit van Bohemen (2/0), Ivo de Wijs (2/0). Eenmalig: Dennis van de Ven, Karin Amatmoekrim, Arnold Karskens, Kees Moeliker, Dick Jol, Jan Heemskerk, Ymke Wieringa, Klaas van der Eerden, Katinka Polderman, Patrick Stoof, Anne van Veen, Klaas Drupsteen, Dave von Raven, Evert ten Napel, Yora Rienstra, Henny Stoel |
| Winter 2013/ 2014 ** ***      | Owen Schumacher         | Jeroen Kijk in de Vegte | Margriet van der Linden        | Owen Schumacher (7/7)², Margriet van der Linden (7/4)², Yousef Gnaoui (7/4)², Joris Linssen (5/1)², Andrea van Pol (4/3)², Annemieke Schollaardt (4/2)², Wouke van Scherrenburg (4/1), René van Meurs (4/1), René van Kooten (4/0), Jesse Klaver (3/1), Hanneke Groenteman (2/1), Waldemar Torenstra (2/0), Kim Pieters (2/0), Mustafa Marghadi (2/0), Wim van de Camp (2/0), Roel Bloemen (2/0), Wilfred de Bruijn (2/0), Jeroen Kijk in de Vegte (1/0)¹. Eenmalig: Tania Kross, Gerri Eickhof, Loes Haverkort, Marion Pauw, Sywert van Lienden, Rens Blom, Jessica Gal, Hans Spekman, Hetty Heyting, Dolf Jansen, Pepijn Schoneveld                                                                                                   |
| Zomer 2014 **                 | Art Rooijakkers         | Erik Dijkstra           | Diederik Jekel                 | Art Rooijakkers (7/6)², Jan Versteegh (7/6)², Diederik Jekel (7/5)², Erik Dijkstra (7/4)², Maurice Wijnen (7/3)², Sieger Sloot (7/3), Ionica Smeets (7/1), Jan Jaap van der Wal (7/0), Timur Perlin (2/1)¹, Roos Schlikker (2/0), Jeffrey Spalburg (2/0), Naema Tahir (2/0), Erik van der Hoff (1/1)¹. Eenmalig: Dorine Wiersma, Janneke Willemse, Joost Karhof, Jiggy Djé, Thierry Baudet, Catherine Keyl, Toine van Peperstraten, Fuad Hassen, Victoria Koblenko, Simon(e) van Saarloos, Bas van Werven, Chazia Mourali, Kristel van Eijk, Mike Weerts, Annette Barlo, Jeroen Smit, Ilse Warringa, Vrouwkje Tuinman, Thomas von der Dunk, Michiel van Erp, Marijn Frank, Hans Ubbink, Petra Grijzen, Margriet Brandsma, Ingmar Heytze |
| Winter 2014/ 2015 **          | Tom Roes                | Remco Veldhuis          | Chris Zegers                   | Tom Roes (7/7)², Chris Zegers (7/5)², Jack Spijkerman (7/1)², Carly Wijs (6/0)², Ellen Deckwitz (4/3)², Remco Veldhuis (4/3)¹, Henk van der Aa (4/2), Evelien de Bruijn (4/2), Carola Schouten (3/1), Annemarie van Gaal (3/1), Abdelkader Benali (3/0), Toprak Yalçiner (2/0), James Worthy (2/0), Roosmarijn Reijmer (2/0), Arie Koomen (2/0), Remy van Kesteren (2/0)¹. Eenmalig: Marloes Coenen, William Spaaij, Frits Sissing, Renate Gerschtanowitz, Leon Verdonschot, Tinkebell, Kirsten van den Hul, Erik Jan Harmens, Mano Bouzamour, Yves Gijrath, Renske Leijten, Janny van der Heijden, Howard Komproe |
| Zomer 2015 ** ***             | Diederik Smit           | Nynke de Jong           | Daan Nieber                    | Nynke de Jong (7/5)², Joost de Vries (7/4)², Daan Nieber (7/4)², Diederik Smit (7/3)², Marjolijn Touw (5/2)², Marc van der Linden (4/1)², Suzanne Bosman (4/1), Joris Smit (3/2), Teun Luijkx (3/1)¹, Hans Aarsman (3/0), Sander Hoogendoorn (3/0), Evelien Bosch (2/1), Jan Roos (2/1), Johan Goossens (2/0). Eenmalig: Julius Jaspers, Harry Piekema, Agnes Jongerius, Maartje Wortel, Djurre de Haan, Simone Weimans, Maxim Hartman, Tina de Bruin, Bert Maalderink, Christanne de Bruijn, Cilly Dartell, Sjoerd Sjoerdsma, Meral Polat, Derek Otte, Alma Mathijsen, Nicolaas Klei |
| Winter 2015/ 2016 **          | Eric Smit               | Govert Schilling        | Ernst Daniël Smid              | Ernst Daniël Smid (7/4)², Tex de Wit (7/3)², Eric Smit (7/3)², Sanne Wallis de Vries (6/3)², André Manuel (6/2)², Eva Koreman (5/3), Peter van Zadelhoff (5/2), Ancilla Tilia (3/1), Zihni Özdil (3/0), Ilja Gort (2/1), Hadjar Benmiloud (2/1), Wiegertje Postma (2/1), Govert Schilling (2/1)¹, Sander de Kramer (2/0), Gert-Jan Segers (2/0), Céline Purcell (2/0), Maaike Timmerman (1/0)¹. Eenmalig: Lone van Roosendaal, Frank Houtappels, Wieteke van Zeil, Bastiaan Ragas, May-Britt Mobach, Ryanne van Dorst, Hella Hueck, Jordi van de Bovenkamp, Thomas Dekker, Filemon Wesselink, Jonathan Demoor |
| Zomer 2016 **                 | George van Houts        | Wytse van der Goot      | Joël Broekaert                 | Joël Broekaert (7/6)², Wytse van der Goot (7/5)², George van Houts (5/3)², Jacqueline Blom (5/0)², Thijs Zeeman (5/0)², François Boulangé (4/2)¹, Stella Bergsma (4/1), Esther Gerritsen (3/2), Rick Paul van Mulligen (3/1), Coosje Smid (3/1), Nabil Aoulad Ayad (2/1), Manon Meeuwis (2/1), Jeroen Snel (2/1), Dilan Yurdakul (2/0), Lamyae Aharouay (2/0), Frank van der Lende (2/0), Iris van Lunenburg (2/0), Jerry Hormone (2/0), Jurgen van den Berg (2/0), Ben van der Burg (2/0), Nina de la Croix (1/1)¹. Eenmalig: Jaap van Deurzen, Stientje van Veldhoven, Rayen Panday, Wart Kamps, Yvonne van den Eerenbeemt, Nadia Moussaid, Merijn Scholten, Japke-d. Bouma                                                           |
| Winter 2016/ 2017 **          | Klaas Dijkhoff          | Hiske Versprille        | Stefano Keizers                | Hiske Versprille (7/6)², Eric Corton (7/3)², Annabel Nanninga (7/3)², Willem Voogd (7/2)², Klaas Dijkhoff (6/5)¹, Stefano Keizers (6/2)², Nienke de la Rive Box (4/1), Emilio Guzman (3/1), Aafke Romeijn (2/1), Derk Bolt (2/1), San Fu Maltha (2/0), Lilian Marijnissen (2/0), Nadia Zerouali (2/0), Stijn van Vliet (2/0), Marjolein Meijer (2/0), Frank Ketelaar (2/0)¹. Eenmalig: Madeleine van Toorenburg, Hanina Ajarai, Harold Hamersma, Elfie Tromp, Arjan Erkel, Raoul de Jong, Jennifer Faber, Ome Omar, Martine van Os, Stefan Pop, Eva Crutzen, Frank Lammers |
| Zomer 2017 **                 | Angela de Jong          | Mischa Blok             | Thomas Olde Heuvelt            | Angela de Jong (7/5)², Mischa Blok (7/4)², Thomas Olde Heuvelt (7/2)², Marjan van den Berg (5/2)², Sander Kok (5/0)², Domien Verschuuren (4/1), Gwen Pol (3/2), Yoeri Albrecht (3/2), Bob Fosko (3/2)¹, Jochem van Gelder (3/1), Pieter Hulst (3/1), Jon van Eerd (3/0), Cécile Koekkoek (2/1), Esmaa Alariachi (2/1), Lakshmi Swami Persaud (2/0), Christine Otten (2/0), Eppo van Nispen tot Sevenaer (1/1)¹. Eenmalig: Steven Brunswijk, Simon Zijlemans, Karsu Dönmez, Jelle de Jong, Jan Beuving, Petra Stienen, Arno Kantelberg, Brainpower, Sandra Ysbrandy, Hannelore Zwitserlood, Matijn Nijhuis, Elisabeth van Nimwegen, Daphne Koster                                                                                        |
| Winter 2017 Jubileum          | Diederik Smit           | Nynke de Jong           | Erik Dijkstra & Steven Ooms    | De slimsten versus de rest Winnaars: Nynke de Jong, Diederik Smit, Steven Ooms, Erik Dijkstra Verliezend finalisten: Eric Smit, Debbie Zwiers, Klaas Dijkhoff, Pieter Derks Overige deelnemers: Gillian Saunders, Dennis Hogers, George van Houts, Vincent van der Vlies, Onno Dikhoff, Angela de Jong, Susannah Herman, Hidde Roorda. |
| Winter 2017/ 2018 **          | Sander Schimmelpenninck | Paul Jansen             | David Lucieer                  | David Lucieer (7/4)², Paul Jansen (7/3)², Thijs Zonneveld (5/3)², Thijs Boontjes (5/2)², Kiki Schippers (5/0)², Sander Schimmelpenninck (4/3)¹, Sylvana Simons (4/1), Jan Paternotte (3/2), Floris Kortie (3/2), Welmoed Sijtsma (3/1), Lars Gierveld (3/0), Lars van der Werf (2/1), Kim Hoorweg (2/1), Ype Driessen (2/1), Leonie ter Braak (2/1), Bertie Steur (2/0), Aaf Brandt Corstius (2/0), Marjolein Keuning (2/0), Wouter van der Goes (2/0)¹. Eenmalig: Benjamin van der Velden, William Huizinga, Angelique Houtveen, Roderick Veelo, Vincent Croiset, Sanne Blauw, Martijn Kardol, Vera van Zelm, Rob Oudkerk, Jeroen van Inkel                                                                                            |
| Zomer 2018 **                 | Roelof de Vries         | Philip Huff             | Anne Fleur Dekker              | Roelof de Vries (7/6)², Anne Fleur Dekker (7/5)², Jaike Belfor (7/3)², Lucas van de Meerendonk (5/3)¹, Philip Huff (5/2)², Wouter de Winther (5/2)², Lonneke Dort (5/1), Anna Gimbrère (4/2), Peter Kwint (4/1), Lilianne Ploumen (4/0), Cor Bakker (3/2), Cas Jansen (3/1), Lisette Wellens (3/1), Koen Hansen (3/1), Janneke de Bijl (3/0), Flip Noorman (2/0), Patrick Nederkoorn (2/0), Edwin Winkels (1/0)¹. Eenmalig: Jan Blokhuijsen, Pete Philly, Marijn de Vries, Tim den Besten, Patricia Snel, Lize Korpershoek, Diederik Broekhuizen, Ton Elias, Thomas Verhaar, Koos van Plateringen, Tom Hofland, Robèrt van Beckhoven, Sergio IJssel, Hanneke Drenth, Samya Hafsaoui, Jouman Fattal, Suus de Groot                       |
| Winter 2018/ 2019 ** ***      | Peter Hein van Mulligen | Arjan Postma            | Mark Tuitert                   | Arjan Postma (7/4)², Mark Tuitert (7/3)², Edson da Graça (6/3)², Korneel Evers (5/3)², Peter Hein van Mulligen (5/3)², Gijs Groenteman (4/2)², Tina Nijkamp (4/1), Paul Rabbering (4/1), Chris Helt (4/1), Marcel van Roosmalen (4/1), Leendert de Ridder (3/1), Linda Duits (2/1), Maurice Lede (2/1)¹, Malou Holshuijsen (2/0), Bregje Hofstede (2/0), Merel Baldé (2/0). Eenmalig: Gijs Staverman, Lykele Muus, Jo van Egmond, Anneke van Giersbergen, Roxeanne Hazes, Anne-Mar Zwart, Marjolijn van Heemstra, Eric van 't Zelfde, Berend Sommer, Anna van den Breemer, Jeroen Stekelenburg, Gregory Sedoc |
| Zomer 2019 **                 | Rob Hadders             | Kees van Amstel         | Niña Weijers                   | Kees van Amstel (7/4)², Rob Hadders (6/2)², Bram Krikke (5/4)², Paul de Munnik (5/2)², Eveline van Rijswijk (5/2)², Mei Li Vos (5/0), Victor Abeln (4/3), Heleen de Geest (4/2), Justine Marcella (4/2), Noortje Veldhuizen (4/1), Cyril Directie (4/0), Laura van der Haar (3/1), Alex Ploeg (3/1), Niña Weijers (3/1)¹, Sophie Frankenmolen (3/0), Charlotte Nijs (2/1), Emma van der Schalie (2/1), Pieter de Waard (2/1), Bart Meijer (2/1), Kasper van der Laan (2/0), Hannah van Binsbergen (2/0), Cielke Sijben (2/0), Rob Scheepers (1/1)¹. Eenmalig: Siemon de Jong, Renze Klamer, Danny Ghosen, Nikki Herr, Dunya Khayame, Don Ceder, Hilmar Mulder, Auke-Florian Hiemstra, Cesar Majorana, Anuar Aoulad Abdelkrim            |
| Winter 2019/ 2020 **          | Marieke van de Zilver   | Khalid Kasem            | Marc de Hond                   | Marieke van de Zilver (7/6)², Marc de Hond (7/4)², Igmar Felicia (7/4)², Albert Jan van Rees (7/1)², Khalid Kasem (6/3)², Gideon Samson (5/2)¹, Debby Gerritsen (4/1), Lisa Westerveld (3/2), Yannick Hiwat (3/0), Sahil Amar Aïssa (2/1), Louise Korthals (2/1), Anke de Jong (2/0), Roel Maalderink (2/0), Farbod Moghaddam (2/0), Aldith Hunkar (2/0), Xander Vrienten (1/0)¹. Eenmalig: Rutger Vink, Simon Heijmans, Estée Strooker, Simon de Wit, Bo Maerten, Pieter Bouwman, Maurice Middendorp, Rosa da Silva, Viggo Waas, Astrid de Jong, Arno Vermeulen, Josje Huisman, Kris Berry |
| Zomer 2020 **                 | Astrid Kersseboom       | Jeroen Grueter          | Francis van Broekhuizen        | Jeroen Grueter (7/5)², Astrid Kersseboom (7/4)², Jörgen Raymann (7/2)², Francis van Broekhuizen (5/2)², Huub Stapel (5/2)², Gijs Rademaker (5/0), Bart Vriends (4/3), Johan Fretz (4/3)¹, Astrid Sy (4/2), Pim Muda (4/1), Florian Myjer (4/1), Selma van Dijk (3/1), Fabian Franciscus (3/0), Monica Geuze (3/0), Arjan Dwarshuis (2/1), Koen Weijland (2/1), Benjamin Herman (2/1), Hugo Kennis (2/1), Maria Fiselier (1/0)¹. Eenmalig: Shirma Rouse, Ortál Vriend, Dzifa Kusenuh, Sietse Bakker, Malou Petter, Horace Cohen, Natascha van Weezel, Cynthia Abma, Ernst-Jan Pfauth, Marije Knevel, Dave Budha, Maike Meijer, Erik de Zwart, Markoesa Hamer, Bastiaan Rosman, Alex Boogers                                              |
| Winter 2020/ 2021 **          | Rob Kemps               | Andries Tunru           | Emma Wortelboer                | Andries Tunru (7/7)², Emma Wortelboer (7/5)², Caroline Brouwer (7/2)², Frank Evenblij (7/1)², Rob Kemps (5/3)², Sophie Hermans (4/1), Tijl Beckand (3/2)¹, Kaj Gorgels (2/1), Liesbeth Rasker (2/1), Daphne Bunskoek (2/1), Mohammed Chahim (2/1)¹, Guus Meeuwis (2/0), Margje Fikse (2/0), Alex Klaasen (2/0), Eva Posthuma de Boer (2/0), Farid Azarkan (2/0), Anna Nooshin (2/0), Jasper van der Veen (2/0), Melissa Drost (2/0). Eenmalig: Sharon de Miranda, Ricky Koole, Minne Koole, Inge van Calkar, Sidney Smeets, Sosha Duysker, Helga van Leur, Fien Vermeulen, Sinan Can, Gallyon van Vessem, Maik de Boer |
| Zomer 2021 **                 | Lisa Loeb               | Bram Douwes             | Joost Oomen                    | Lisa Loeb (7/5)², Joost Oomen (7/5)², Bram Douwes (7/3)², Loes Reijmer (6/1)², Zohair El Yassini (5/2)², Bert Visscher (5/2), Nick Toet (5/2), Robert de Hoog (4/3), Laurens Dassen (4/2), Daphne Deckers (4/1), Marc-Marie Huijbregts (4/1), Najib Amhali (3/3)¹, Caroline van der Plas (3/0), Vanessa Ackah (2/0), Hila Noorzai (2/0), Jennie Lena (2/0), Renée Fokker (2/0)¹. Eenmalig: Sergio Vyent, Barbara Barend, Hanne Tersmette, Nejifi Ramirez, Lidewijde Paris, Tyas Leeuwerink, Sjors van der Panne, Dennis Weening, Meike Lubbers, Milan van Dongen, Mieke van der Weij, Brecht van Hulten, Raymond Mens, Lisa Ostermann, Siham Raijoul, Ellen ten Damme, Rikkert van Huisstede, Ernest van der Kwast                      |
| Winter 2021/ 2022 ** ***      | Jacob Derwig            | Frank Heinen            | Martin Visser                  | Jacob Derwig (7/6)², Martin Visser (7/4)², Johan Nijenhuis (7/2)², Frank Heinen (5/3)², Wouter Bouwman (4/2)², Randy Fokke (4/1)², Marieke Smits (4/1), Pete Wu (4/1), Zaïre Krieger (3/1), Steef de Jong (3/1), Elke Vierveijzer (3/0), Jan Rot (2/2)¹, Rosanne Hertzberger (2/1), Henk van Straten (2/0), Remy Evers (2/0), Koos Buster (2/0), Vera Siemons (2/0). Eenmalig: Yesim Candan, Tessa Veldhuis, Joosje Duk, Joost Eerdmans, Marie Lotte Hagen, Annette van Trigt, Fatima Warsame, Justus van Dillen, Milouska Meulens, Yuki Kempees, Bettina Holwerda, Thorn Roos de Vries |
| Zomer 2022 Jubileum ****      | Marieke van de Zilver   | Peter Hein van Mulligen | Frank Heinen & Owen Schumacher | De slimste mens: All stars Winnaars: Marieke van de Zilver, Peter Hein van Mulligen, Frank Heinen, Owen Schumacher Verliezend finalisten: Roelof de Vries, Jeroen Kijk in de Vegte, Stefano Keizers, Hiske Versprille Overige deelnemers: Francis van Broekhuizen, Andries Tunru, Bram Douwes, George van Houts, Nynke de Jong, Joost Oomen, Klaas Dijkhoff, Khalid Kasem. |
| Zomer 2022 **                 | Jasper van Kuijk *****  | Anniko van Santen       | Erik van Muiswinkel            | Anniko van Santen (7/5)², Rob Goossens (7/5)², Jasper van Kuijk (7/2)², Jip van den Toorn (7/2)², Ferdi Stofmeel (6/4)², Stefan van der Wielen (6/3), Erik van Muiswinkel (4/4)¹, Thomas van Groningen (4/1), Teun van den Elzen (4/0), Femke van der Laan (3/1), Char Li Chung (3/1), Natasja Gibbs (3/0)¹, Thomas Krol (2/1), Stefan Rokebrand (2/1), Rennie Rijpma (2/0), Milo Driessen (2/0), Mandy Woelkens (2/0). Eenmalig: Tim Senders, Danielle Kliwon, Loes Schnepper, Michèlle Schimscheimer, Mai Verbij, Jeroen Stomphorst, Pjotr Golsteyn, Marisa Heutink, Daniël Vis, Fieke Opdam, Paul Rem, Roos Abelman, Carolina Dijkhuizen, Tobi Kooiman, Philippe Geubels, Soumaya Ahouaoui, Bas Kosters, Mark Baanders, Michiel Vos  |
| Winter 2022/ 2023 **          | Martin Rombouts         | Anniek Pheifer          | Mátyás Bittenbinder            | Martin Rombouts (7/6)², Anniek Pheifer (7/5)², Mátyás Bittenbinder (6/1)², Quinty Misiedjan (5/4)², Erik Van Looy (5/2)¹, Guido Spek (5/0)², Marlou van Rhijn (4/1), Queeny Rajkowski (4/0), Cindy Hoetmer (3/1), Annefleur Schipper (3/1), Thijs van de Meeberg (3/0), Haroon Ali (2/2)¹, Tim de Wit (2/1), Manuel Venderbos (2/0). Eenmalig: Ron Fresen, Milou Deelen, Hanneke van der Werf, Yeliz Çiçek, Sarah Neutkens, Jesper Hesseling, Abel van Gijlswijk, Boban Benjamin Braspenning, Marjon de Hond, Thomas Brok, Camiel Meiresonne, Paula Udondek, Maya van As, Janke Dekker |
| Zomer 2023 **                 | Tom Kleijn              | Jörgen Tjon A Fong      | Nandi van Beurden              | Jörgen Tjon A Fong (7/5)², Nandi van Beurden (6/3)², Aimée Kiene (6/2)², Renée Kapitein (6/2)¹, Tom Kleijn (4/3)², Dwight van van de Vijver (4/2)², Leon Mazairac (3/2), Soraya Riem (3/1), Kees Kwakman (3/1), Froukje Veenstra (3/1), Hidde de Brabander (3/0), Duco Bauwens (2/2)¹, Femke Wiersma (2/1), Henk Schiffmacher (2/0), Sanne van Dongen (2/0), Isabelle Kafando (2/0), Elodie Verweij (2/0), Meindert Talma (2/0), Iris Rulkens (2/0), Ghislaine Plag (2/0), Jeroom Snelders (2/0). Eenmalig: Ranomi Kromowidjojo, Stefan Hendrikx, Merel Pauw, Gemma Venhuizen, Sven Figee, Arco Gnocchi, Eveline Stallaart |
| Zomer 2023 Jubileum ****      | Jaike Belfor            | Tina Nijkamp            | Tex de Wit & Andrea van Pol    | De slimste mens: All stars Winnaars: Jaike Belfor, Tina Nijkamp, Andrea van Pol, Tex de Wit Verliezend finalisten: Wouter de Winther, Bart Vriends, Thijs Boontjes, Randy Fokke Overige deelnemers: Bram Krikke, Ionica Smeets, Sanne Wallis de Vries, Igmar Felicia, Bettina Holwerda, Roel Maalderink, Victor Abeln, Kiki Schippers |
| Winter 2023/ 2024 **          | Joes Brauers            | Jan Dirk van der Burg   | Tim Hartog                     | Jan Dirk van der Burg (7/5)², Joes Brauers (6/4)², Marco Louwerens (6/3)², Sheila Sitalsing (5/3)², Jim Lageveen (5/1)², Irene van de Laar (4/2), Elif Isitman (4/1), Akwasi (4/1), Peter Heerschop (4/0), Chantal Quak (3/1), Annemieke Hoogendijk (3/1)¹, Melanie During (3/0), Julia Schellekens (2/1), Raoul de Graaf (2/1), Tim Hartog (2/1)¹, Paul Visser (2/0), Gavin Reijnders (2/0). Eenmalig: Barbara Sloesen, Iven Cudogham, Ineke van Gent, Vic Cle, Julie Huard, Evi Hanssen, Dook van Dijck, Fleur Overgaag, Mike Boddé, Marco Roelofs, Jord Althuizen |
| Zomer 2024 **                 | Herman van der Zandt    | Max Terpstra            | Maartje van de Wetering        | Herman van der Zandt (6/5)², Maartje van de Wetering (6/4)², Max Terpstra (6/3)¹, Nicolaas Veul (6/2)², Hannah Prins (5/1)², Anne-Maartje Lemereis (5/1)², Frida Boeke (4/3), Fay Lovsky (4/0), Habtamu de Hoop (4/0), Nikki Dekker (3/2), Jet Berkhout (3/2)¹, Afke Boven (3/1), Gullie (3/0), Lotfi El Hamidi (2/1), Julia Koopman (2/0), Hendrik Jan Bökkers (2/0). Eenmalig: Appie Mussa, Noni Kooiman, Roelof Hemmen, Lucretia van der Vloot, Khalid Alterch, Sabri Saad El Hamus, Soraya Verhoeve, Sacha Bronwasser, Pepijn Crone, Jimmy Dijk, Imanuelle Grives |
| Winter 2024/ 2025 Jubileum ** | Frank Heinen            | Klaas Dijkhoff          | Lisa Loeb                      | De slimste der slimsten Lisa Loeb (7/5)², Klaas Dijkhoff (7/4)², Donny Ronny (7/1)², Roelof de Vries (5/4)², Herman van der Zandt (4/3)², Max Terpstra (4/2), Diederik Smit (4/2), Tom Roes (4/0)¹, Joes Brauers (3/2), Martin Rombouts (3/0), Art Rooijakkers (3/0), Anniko van Santen (2/1), Astrid Kersseboom (2/0), Jacob Derwig (2/0), Anniek Pheifer (2/0), Tom Kleijn (2/0), Peter Hein van Mulligen (2/0), Frank Heinen (1/1)¹. Eenmalig: Angela de Jong, Jörgen Tjon A Fong, George van Houts, Jaike Belfor, Emma Wortelboer, Eric Smit, Bram Douwes, Mischa Blok, Hiske Versprille, Rob Hadders, Margriet van der Linden |
| Najaar 2025 **                |                         |                         |                                | Eerste aflevering (ma. 1 sep.): Belle Barbé, Tom van ’t Einde, Aant Jelle Soepboer. Verder: Judith Agaath, Karim Amghar, Blaudzun, Isabelle Brinkman, Lieke van den Broek, Eric van der Burg, Berit Companjen, Laurens ten Dam, Brankele Frank, Nienke ’s Gravemade, Fernando Halman, Ann-Lynn Hamelink, Kevin Hassing, Daan van der Hoeven, Rob Jetten, Haitam Khalil, Annemiek Koekoek, Jeroen Kramer, Aletha Leidelmeijer, Mike Libanon, Thomas van Luyn, Tosca Menten, Johannes Peetsma, Selmar Smit, Wijnand Speelman, Teddy Tops, Rudolph van Veen, Twan Vet, Ghislaine Voogd, Merel Westrik, Sophie van Winden |

## App
In 2013 werd een app geïntroduceerd waarmee mensen zelf De slimste mens kunnen spelen, alleen of tegen anderen. In de periodes dat het programma op tv wordt uitgezonden kan via de app dagelijks een vraag uit het programma worden beantwoord voor een prijs. Dit was van 2013 t/m 2020 de tweede vraag uit de "Open Deur"-ronde en vanaf 2021 is dit de tweede puzzel uit de puzzelronde. De namen van de winnaars worden dagelijks gepubliceerd op de site van het programma. Ook kan in de app tijdens de looptijd van het programma wekelijks om een 'slimste mens-mok' worden gestreden met het singleplayer-spel. Hiervoor wordt tijdens de uitzendingen een ranglijst bijgehouden. Degene die aan het eind van de week bovenaan staat, wint de mok.

## Kijkersvraag
Van 2016 tot 2025 konden tv-kijkers via de site van het programma vragen stellen aan jurylid Maarten van Rossem. Aan het begin van elke aflevering beantwoordde hij een van deze vragen.